# College van de Duitse Orde

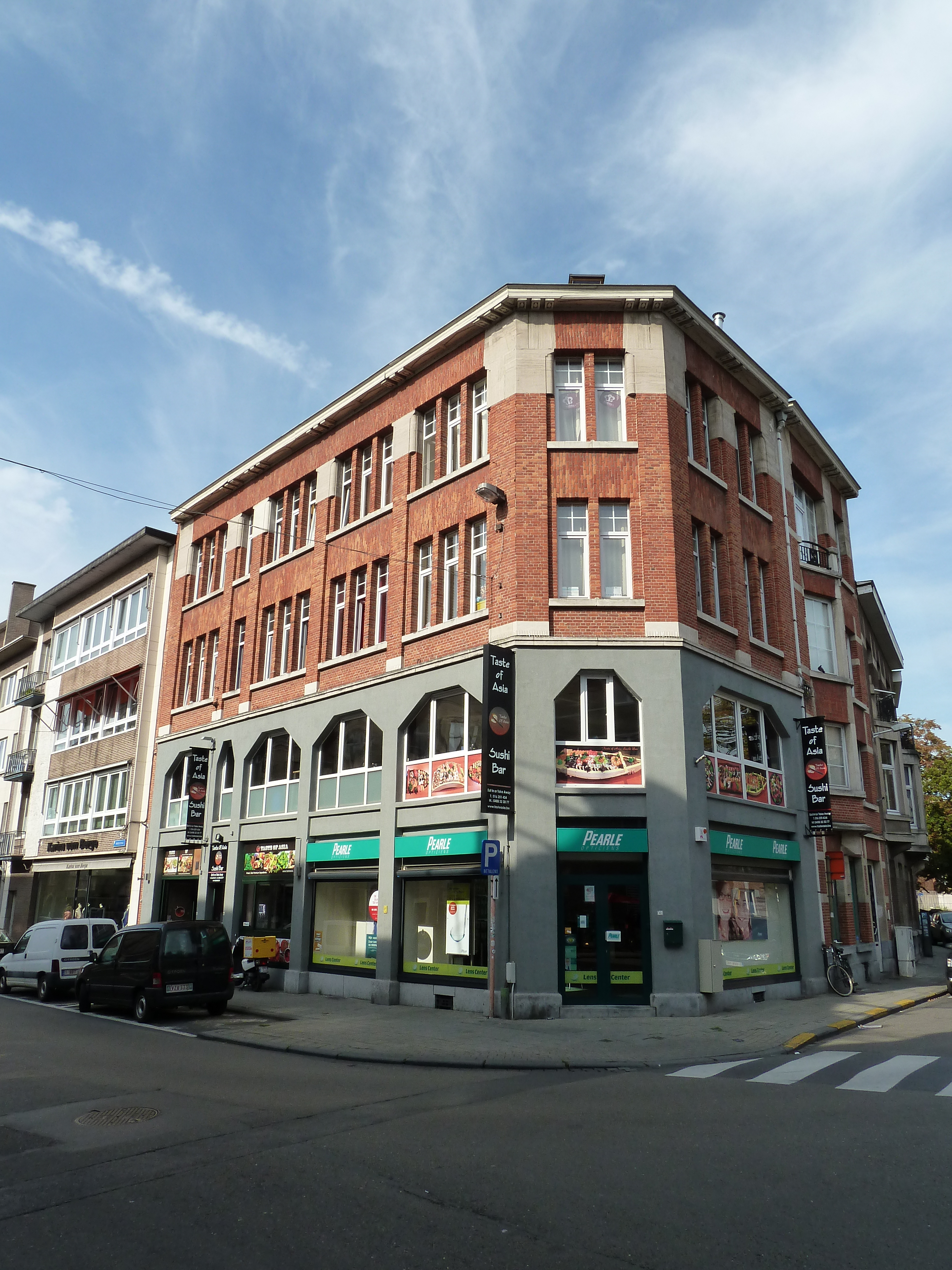
Links: Brusselsestraat en rechts: Amerikalaan, Leuven. Plek van voormalig College van de Duitse Orde tegenover de Romaanse Poort

Het College van de Duitse Orde was een studiehuis voor priesterstudenten in Leuven, België, destijds in de Zuidelijke Nederlanden. Het was in handen van de Duitse Orde of Teutoonse Orde, meer bepaald van de Balije Biesen met zetel in Alden Biesen.
Het college bestond van 1621 tot 1807. Het stond in de Brusselsestraat, tegenover het Sint-Elisabethgasthuis, bekend van zijn Romaanse Poort. Rechts van het gebouw liep de Moutmolenstraat, die de moderne naam Amerikalaan heeft.

## Stichting
Ridder Edmond Huyn van Amstenrade, van de invloedrijke familie Huyn van Amstenrade, was begin 17e eeuw landcommandeur van de Balije Biesen. Hij kocht in 1621 van de karmelieten een pand in de Brusselsestraat in Leuven. In 1624 was het voldoende omgebouwd om de eerste studenten te huisvesten.

## Werking
Het college huisvestte twaalf priesterstudenten van de Duitse Orde. Zij studeerden aan de Universiteit Leuven wetenschappen, filosofie en theologie. Na de priesterwijding moesten ze naar Alden Biesen trekken voor een proefjaar. Wie langer in Leuven wou studeren of er blijven wonen, moest hiervoor de toestemming krijgen van de landcommandeur. 
Het College der Duitse Orde bezat meerdere goederen. In Leuven zelf bezat het college nog drie huizen. Daarnaast behoorden tot het college akkers gelegen in Sint-Remigius-Geest, Nodebeek, Neerlinter, Tildonk en Lubbeek in het hertogdom Brabant alsook akkers in Lummen in het prinsbisdom Luik.
De eerste rector was Laurens Keizers uit de Rijksheerlijkheid Gemert in Noord-Brabant. Edmond Huyn van Amstenrade had plannen om in Leuven een nieuwe commanderij op te richten, doch de stadsmagistraten van Leuven blokten dit af. Het College van de Duitse Orde bleef verder een studentenhuis.

## Einde
Tijdens het bestuur in de Franse Tijd werd de universiteit afgeschaft (1797). Hiermee eindigde de werking van het College van de Duitse Orde. De laatste rector was Jan Frederik Lodewijk Smeysters, priester van de Duitse Orde en tevens kanunnik in de Sint-Pieterskerk van Leuven. Hij was in staat te leven van een rente van de goederen van het college aangevuld met betalingen van de Rooms-Duitse keizer en de grootmeester van de orde. Van de Fransen kreeg Smeysters te horen dat ze geen pensioen zouden uitbetalen. Smeysters overleed in Borgloon in 1814. Willem I, koning der Nederlanden, regelde bij koninklijk besluit van 6 februari 1822 nog de verdere afhandeling van het fortuin van Smeysters. Het werd deels bestemd voor studiebeurzen voor studenten in Nederlands-Limburg.
Het college werd openbaar verkocht in 1807: de Leuvenaar Joseph Boogaerts kocht het pand. Het werd nadien nog een meisjesschool, een openbare speeltuin en eindigde in privéhanden.